# بخش مدریز
بخش مدریز (به لاتین: Madriz Department) یک منطقهٔ مسکونی در نیکاراگوئه است که در نیکاراگوئه واقع شده‌است. بخش مدریز ۱٬۶۰۲ کیلومتر مربع مساحت و ۱۳۳٬۳۰۰ نفر جمعیت دارد.